# Silló Sándor
Silló Sándor (Budapest, 1962. augusztus 26. –) film-, televíziós és színházi rendező, dramaturg, díszlettervező, forgatókönyvíró. Számos dokumentum- és operafilm rendezője, valamint koncertfelvételek készítője. A MEDIAWAVE Fesztivál elő zsűrijének tagja.

## Életútja
1992-ben végzett a Színház- és Filmművészeti Főiskola dramaturg szakán Osztovits Levente osztályában. Három évig Jancsó Miklós asszisztense volt. A 2000-es évek eleje óta – részben – Győrben él.

## Színházi munkái
- Vándorfi László: Omnibusz (1981)
- Gyurkó László: Faustus doktor boldogságos pokoljárása (1984)
- Csiky Gergely: Mukányi (1985)
- Vándorfi László: Paraszt Dekameron (1985)
- Mozart: Figaro, a sevillai borbély (1985)
- Weöres Sándor: A holdbéli csónakos (1986)
- Carlo Goldoni: Két úr szolgája (1992)

### Színészként
- Bodansky György: Jézus Krisztus, az embernek fia…Alfeus
- Vándorfi László: Tanár úr kérem…Zenész

### Szerzőként
- Oreszteia (1990) (rendező is)
- Két bögre kincs (2010) (rendező is)
- Óz, a nagy varázsló (2011-2012) (rendező is)
- Az ellopott futár (2014) (rendező is)

### Rendezőként
- Arisztophanész: Lüszisztraté (1996)
- Pribil György: Ég és föld (1996)
- Liszt Ferenc: A szerelem kastélya (2004)
- Parti Nagy Lajos: Ibusár (2009) (díszlettervező is)
- Scarnicci: Kaviár és lencse (2010)
- Rose: Tizenkét dühös ember (2011) (díszlettervező is)
- Leigh: La Mancha lovagja (2012) (díszlettervező is)
- Tomku Kinga: Jonatán és a többiek (2014) (díszlettervező is)

### Díszlettervezőként
- Verdi: Attila (2010)

## Filmrendezései
- Titkosírás (1994)
- Acélhang (1997)
- Lámpaláz (1998)
- Kolozsvári operamesék (1999)
- 7 nap a világzene körül (2001)
- A csodálatos mandarin (2001)
- Linda (2002) (színész is)
- Mediawave koncertek (2002-2008)
- Magyar elsők (2003)
- Mozi zongorára (2003) (forgatókönyvíró is)
- Könnyű zene, nehéz évek (2004)
- Turfáni képeslapok (2004) (operatőr is)
- A kékszakállú herceg vára (2005) (forgatókönyvíró is)
- Harry Potter és a bölcsek köve (2005)
- Köszönet a szabadság hőseinek (2006)
- Naplófilm, 12 éves voltam 1956-ban (2006) (forgatókönyvíró is)
- Klipperek 2.0 (2007-2008)
- A Kassai Thália Színház (2009)
- Menni, menni, muszáj menni (2009)
- Mindentudás Egyeteme 2.0 (2011)